# Hadrami
Hadrami (Hadramautski Arapi), manja arapaska etnička skupina naseljena u Hadramautu, Jemen, oko 300.000 pripadnika, i nešto iseljenih u Eritreji i Keniji, ukupno oko 410,000. Od Jemenskih Arapa razlikuju se svojim posebnim jezikom hadromi ili hadrami. Još u novije vrijeme oko polovica Hadrami Arapa živi nomadskim načinom života, dok ostala polovica živi u stalnim naseljima, gradovima i selima. Područje Hadramauta je pustinjsko, i mnogi su emigrirali u razne krajeve svijeta, pa ih danas ima i na afričkom području u Eritreji i keniji, ali i u nekim južnoazijskim zemljama, kao što je Indonezija, a opisao je Frode F. Jacobsen u svojoj knjizi  'Hadrami Arabs in Present-day Indonesia' .

## Vanjske poveznice
- The Arabs in Southeast Asia  Arhivirana inačica izvorne stranice od 28. veljače 2009. (Wayback Machine)